# Лудвиг Краузе
Ернст Ханс Лудвиг Краузе (на немски: Ernst Hans Ludwig Krause) е германски ботаник. Работи в университета в Хайделберг, като един от студентите му е Ерих Фром.

## Биография
Ернст Краузе е роден на 27 юли 1856 г. в град Щаде в семейството на учител. Учи в училище в Росток, след което постъпва във Военномедицинското училище в Берлин. Следва биология в Университета „Фридрих-Вилхелм“, през 1881 г. защитава дисертация и става доктор по философия. От 1882 до 1893 г. Краузе работи като лекар в германския флот, от 1893 до 1904 г. като лекар в пехотен полк.
От 1904 г. посвещава живота си на изучаването на ботаниката, ства асистент по ботаника и фитогеография в Страсбург. По време на Първата световна война Краузе работи като директор на тилова болница в Ращат. От 1919 г. Краузе е доцент в университета в Росток, от 1921 г. е доцент. През 1933 г. Ернст Ханс Лудвиг е назначен за професор.
По време на бомбардировките на Росток през април 1942 г. Краузе е ранен. На 1 юни 1942 г. умира в болница в Нойщрелиц.
Основният хербарий на Краузе се съхранява в Ботаническия музей Берлин-Далем (B). През 1943 г. е частично унищожен. 

## Трудове
- Flora von Rostock. 1879. (Coautor C.Fisch)
- Mecklenburgische Flora. 1893. In J. Sturm Flora of Germany 2. Aufl. (1900 – 1907)

- „Florenkarte von Norddeutschland fur DAS 12. twice 15. Jahrhundert“, 231 – 35
- En GLOBUS 72. Band, 1897 – Illustrierte Zeitschrift für Länder- und Völkerkunde
  -  Neuere Forschungen in Chichen-Itza (Yucatan), S.200 – 206, 8 Abb., S.219 – 223, 8 Abb.)
  - E. Deschamps Reise auf Cypern (S.328 – 331, 5 Abb., S.347 – 351, 6 Abb.). Die englisch-französischen Streitfragen in Westafrika